# Thyrsocera spectabilis
Thyrsocera spectabilis är en kackerlacksart som beskrevs av Hermann Burmeister 1838. Thyrsocera spectabilis ingår i släktet Thyrsocera och familjen storkackerlackor. Inga underarter finns listade i Catalogue of Life.